# Reykjavik (Manitoba)
Reykjavik ist eine kleine Ortschaft in Manitoba, Kanada an der Westseite des Lake Manitoba. Sie liegt rund 180 km nordwestlich der Provinzhauptstadt Winnipeg und gehört zur Verwaltungseinheit (Rural Municipality) Alonsa mit 1247 Einwohnern (2016).